# Jablonové (Malacky)
Jablonové é um município da Eslováquia, situado no distrito de Malacky, na região de Bratislava. Tem 13,18 km² de área e sua população em 2019 foi estimada em 1324 habitantes.

## Demografia
| Ano:        | 1994 | 2004   | 2014    | 2024    |
| ----------- | ---- | ------ | ------- | ------- |
| Broj ljudi: | 1027 | 1082   | 1206    | 1429    |
| Razlika:    |      | +5,35% | +11,46% | +18,49% |

| Ano:               | 2023 | 2024   |
| ------------------ | ---- | ------ |
| Número de pessoas: | 1419 | 1429   |
| Diferença:         |      | +0,70% |